# Walkabout
Walkabout – australijsko-brytyjski film fabularny z 1971 roku w reżyserii Nicolasa Roega. Dwójka dzieci zagubiona na australijskiej pustyni i ich przewodnik – młody Aborygen. Konfrontacja dwóch światów.

## Obsada
- David Gulpilil
- Jenny Agutter
- Luc Roeg
- John Meillon